# 死斑
死斑（しはん）とは、人間の死体に起こる死後変化であり、皮膚の表面に現れる痣状の変化である。
人間が死ぬと、拍動の永久的な停止により血液の循環が止まる。その際、死体が動かされずにいた場合、血液が重力に逆らえず死体の低い位置に沈下し、その色調が皮膚の表面に現れることが原因で起こる。死斑は死後の時間の経過により状態が変化してゆくので死亡推定時刻等を調べる上で参考になる場合がある。また死亡原因によって死斑の状態に色調、強弱の差が見られるため死亡原因の特定にも有効である。

## 死斑の変化
死斑は死後数十分で出現する。初期は斑点状で時間の経過と共に斑点は融合し増強されてゆき、死後15時間ほどで最も強くなり、以後は変化しない。初期には死体の体位を変えると元の位置にあった死斑は消え新たな低位置に死斑は移動してゆく。しかし7時間ほどすると元の死斑は消えずに新たな低位置にも死斑が出現する。初期の死斑は指で圧迫すると容易に退色するが死後一日が経過すると死斑は容易には退色しない。初期の死斑は血管内の鬱血であるため圧迫により容易に消失するが、時間の経過と共に皮膚組織に血液の色素が深く浸透することが原因である。

## 死斑の発現部位
死後、血液は低位置に移動するため死体が仰向けの状態で置かれた場合には死斑は背面部に出現する。うつ伏せの場合は人体の前面部に移動する。首吊り死体の場合は下半身に広く出現する場合が多い。

## 死斑の色調、強弱
死斑の色調、強弱の違いで死因を特定できる可能性がある。死斑の通常の色は暗い紫赤色であるが一酸化炭素中毒や青酸ガスで死亡した場合は死斑の色は鮮やかな紅色である。これは血中のヘモグロビンと一酸化炭素や青酸ガスが結合するために起こる。死斑がチョコレート色の場合には亜硝酸ナトリウム、塩素酸カリウム中毒が疑われる。硫化物中毒が死因の場合、死斑は緑色を帯びる。急性心臓病、窒息、脳出血などで死亡した場合、死斑は強く出現する。反対に死斑の出現が弱い場合は血管の破綻による失血死、敗血症、慢性肝炎、腎不全などの場合である。通常新生児の死斑は弱い。溺死体の場合は死体は定位置に定まっていない場合が多く死斑は発現しにくい。

## 皮下出血との違い
死斑は外見が皮下出血と似ているため見誤る場合がある。皮下出血と死斑の見分け方がいくつか存在する。
|          | 死斑                 | 皮下出血       |
| -------- | -------------------- | -------------- |
| 発生部位 | 死体の低位部         | 特に定まらない |
| 指圧     | 死後初期は容易に退色 | 退色しない     |
| 凝血     | 無                   | 有             |